# Kaniska canace
Genre
Espèce
Kaniska canace est une espèce de lépidoptères de la famille des Nymphalidae. Elle est l'unique représentante du genre Kaniska.
Son aire de répartition couvre l'Asie du Sud-Est.
Elle est appelée blue admiral en anglais. 

## Systématique
L'espèce Kaniska canace a été décrite par le naturaliste suédois Carl von Linné en 1763, sous le nom initial de Papilio canace.
Par la suite, d'autres auteurs ont placé cette espèce dans les genres Nymphalis Kluk, 1780 et Vanessa Fabricius, 1807. 
Actuellement, elle est le plus souvent placée dans le genre Kaniska, créé par l'entomologiste britannique Frederic Moore en 1899, et dont elle est la seule représentante reconnue.
Il a aussi récemment été proposé, à la suite d'études de phylogénie, de la placer dans le genre Polygonia.

### Sous-espèces
Selon NCBI (21 janv. 2017) :
- Kaniska canace canace
- Kaniska canace nojaponicum
- Kaniska canace perakana